# АДЕ-1
АДЕ-1 - автомотриса дефектоскопічна електрична.

## Виробник
Калузький завод колійних машин і гідроприводів - провідне підприємство Росії по виготовленню шляхової залізничної техніки для ремонту, будівництва та експлуатації залізниць, а також гідравлічних муфт для приводів технологічного обладнання та гідропередач до промислових, маневрових тепловозів і колійних машин. Історія калузького машинобудівного заводу відображає всі етапи розвитку російської залізничної техніки. У 1874 році були створені Головні Калузькі залізничні майстерні, на базі яких виріс Калузький машинобудівний завод - нині Відкрите Акціонерне Товариство "Калузький завод шляхових машин і гідроприводів" (ВАТ "Калугапутьмаш").

## Призначення
Автомотриса дефектоскопічна електрична АДЕ-1 призначена для контролю рейок типів Р50, Р65, Р75, покладених в залізничний шлях, методами ультразвукової і магнітної дефектоскопії.

## Короткий опис
Автомотриса може експлуатуватися в будь-яких погодних умовах і в будь-який час доби при температурі навколишнього повітря від -40 до +40 ° С (в режимі ультразвукового контролю при температурі від -30 до +40 ° С). Автомотриса обладнана системою безпеки КЛУБ-УП, має, крім службових, приміщення для тривалого перебування та відпочинку обслуговчого персоналу.

## Технічні характеристики
| Характеристика                 | Числа               |
| ------------------------------ | ------------------- |
| Осьова формула                 | 20-2                |
| Діаметр колеса по колу катання | 950 мм              |
| База                           | 8400 мм             |
| Габарит                        | ГОСТ 9238-83 - 1-ВМ |
| Довжина по осях автозчеплення  | 14480 мм            |
| Ширина                         | 3300 мм             |
| Висота                         | 4750 мм             |
| Маса повна                     | 45 т                |
| Потужність силової установки   | 200 кВт             |
| Швидкість :Максимальна         | 80 км /год:         |
| Швидкість: В режимі контролю   | 5 ... 60 км /год:   |
| Обслуговчий персонал           | 5-6 чол.            |